# Mütiilation
Mütiilation (von mutilation fr. und engl. ‚Verstümmelung‘) war eine französische Black-Metal-Band.

## Geschichte
Die Band entstand 1991 als eine der ersten französischen Black-Metal-Bands. Einziges Mitglied ist Willy „Meyhna’ch“ Roussel. In den frühen 1990ern war sie Mitglied der Black-Metal-Vereinigung Les Légions Noires. Nach einigen Demotapes erschien 1995 das Mütiilation-Debütalbum Vampires of Black Imperial Blood. 1996 soll Meyhna’ch wegen Drogenproblemen aus den Légions Noires ausgestoßen worden sein, die sich um diese Zeit inklusive der vertretenen Bands auflösten; auch Mütiilation wurde auf Eis gelegt.
1999 belebte Meyhna’ch das Projekt neu und veröffentlichte das Album Remains of a Ruined, Dead, Cursed Soul. Hier entwickelte sich der Stil der Band zu einer depressiven, düsteren, monotoneren Richtung weiter. Auf den weiteren Alben setzte sich diese Entwicklung fort. Die Musik erhielt nun einigen positiven Zuspruch. Mütiilation hatte einigen Einfluss auf die Black-Metal-Szene. Unter anderem gab Malefic von Xasthur Mütiilation als eine der Bands an, von denen er beeinflusst wurde.
Es folgten Touren mit Impiety, Abigail, Decayed sowie Tsjuder, Watain und Judas Iscariot. Meyhna’ch wurde bei Live-Auftritten von den Mitgliedern Noktu, Fureiss and Astrelya der Band Celestia für das Schlagzeug, Bass und zum Doppeln der Gitarren unterstützt. Am 7. Dezember 2009 gab Meyhna’ch bekannt, Mütiilation aufzulösen.

## Diskographie

### Demos
- 1992: Rites Through the Twilight of Hell
- 1993: Ceremony of the Black Cult
- 1994: Satanist Styrken
- 1994: Black Imperial Blood (Travel)
- 1995: Promo ’95
- 2001: Destroy Your Life for Satan

### Alben
- 1995: Vampires of Black Imperial Blood
- 1999: Remains of a Ruined, Dead, Cursed Soul
- 2001: Black Millenium (Grimly Reborn)
- 2003: Majestas Leprosus
- 2005: Rattenkönig
- 2007: Sorrow Galaxies
- 2018: The Lost Tapes
- 2024: Black Metal Cult

### EPs
- 1994: Hail Satanas We Are the Black Legions
- 2000: New False Prophet
- 2012: Black As Lead & Death

### Splits
- 2002: Mütiilation / Deathspell Omega
- 2005: From the Entrails to the Dirt (Split mit Malicious Secrets, Antaeus und Deathspell Omega)
- 2008: Mütiilation / Drowning the Light / Satanic Warmaster

### Zusammenstellungen
- 2003: 1992-2002 Ten Years of Depressive Destruction

### Samplerbeiträge
- 2000: Dawn of the Fallen Angel auf The Return of Darkness & Hate
- 2001: The Ugliness Insink auf Prostitue-toi au Diable
- 2001: Under the Full Moon auf Black Metal Blitzkrieg